# Ваарденбург, Жан
Жан Жак Ваарденбург (нидерл. Jacob Diederik Jan Waardenburg; род. 15 марта 1930 г. в Харлеме, Нидерланды — ум. 8 апреля 2015 года в Утрехте, Нидерланды) — нидерландский религиовед, арабист, историк, занимался изучением ислама. Преподавал арабский язык.
Был президентом Швейцарской ассоциации религиоведов.

## Биография
с 1949 по 1954 год изучал богословие, феноменологию и религиоведение в Амстердамском университете. Параллельно занимался вопросами арабского языка, а также историей ислама в Лейдене, Париже и Амстердаме. В 1961 году, защитил докторскую диссертацию, после чего отправился на Ближний Восток. С 1962 по 1963 работал в Институте исламских исследований Макгиллского университета. В 1964 начал преподавать арабский язык и историю религии ислам в Калифорнийском университете в Лос-Анджелесе, а уже начиная с 1968 — исламоведение и религиозную феноменологию в Утрехтском университете. В 1987—1995 годах преподавал религиоведение в Лозаннском университете. Ваарденбург решил остаться в Швейцарии, где и вышел на пенсию.

## Награды
Получил почётные докторские степени (PhD) в следующих учебных заведениях:
- Хельсинкский университет (1991 г.),
- Монреальский университет (2006 г.),
- Йенский университет имени Фридриха Шиллера (2009 г.)[3].

## Научная деятельность
Научный интерес больше всего проявлял к вопросам межрелигиозного диалога между христианством и исламом. Также в сферу его интересов входили методологические и теоретические вопросы исламоведения и религиоведения.

### «Феноменология нового стиля»
Ваарденбург известен своей критикой классической феноменологии религии. Для него изучение религии не выходило за рамки простого описания и перечисления фактов. Вследствие чего разработал новую концепцию и метод изучения. В отличие от устаревших религиозных феноменологических подходов, новая концепция Ваарденбурга, которую он назвал «Феноменология нового стиля», нацелена на изучение не только объективно достоверных религиозных явлений, но и анализ субъективных феноменов.
Глубокое изучение субъективных значении религиозных и культурных явлений, как отмечает Ваарденбург, позволяет исследовать границы между «религиозным» и «нерелигиозным» в конкретном промежутке времени, факты которых интерпретируются по-разному в зависимости от контекста.